# Phaedropsis principaloides
Phaedropsis principaloides là một loài bướm đêm trong họ Crambidae.